# Andrei Riabușkin
Andrei Petrovici Riabușkin (în rusă Андрей Петрович Рябушкин, n. 29 octombrie (Stil vechi 17 octombrie) 1861, Stanichnaya Sloboda, gubernia Tambov -- d. 10 mai (Stil vechi 27 aprilie 1904, Didvino) a fost un pictor rus. Cele mai reprezentative dintre operele sale au fost dedicate vieții rușilor obișnuiți ai secolului al XVII-lea.

## Biografie
Andrei Petrovici Riabușkin s-a născut în satul Stanichnaya Sloboda, oblastul Borisoglebskiy, gubernia Tambov în anul 1861. Tatăl și fratele său au fost pictori de icoane, și Andrei a început să-i ajute din copilărie. La 14 ani a rămas orfan.

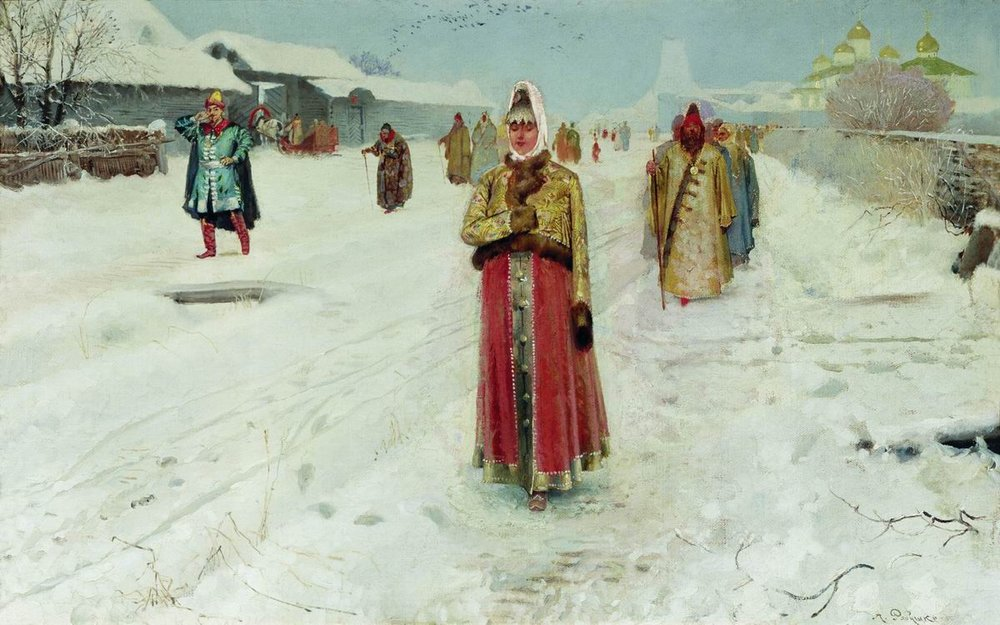
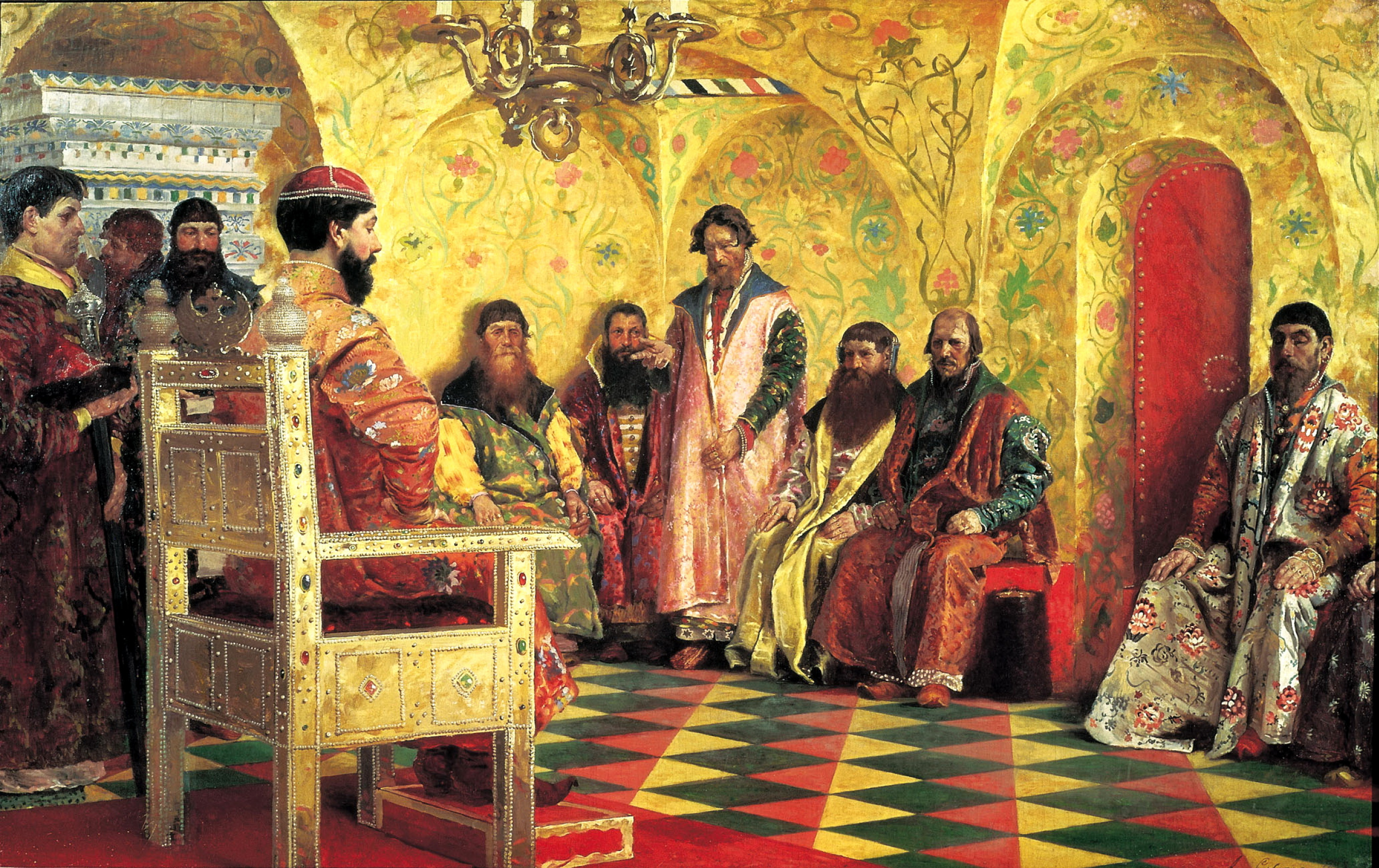
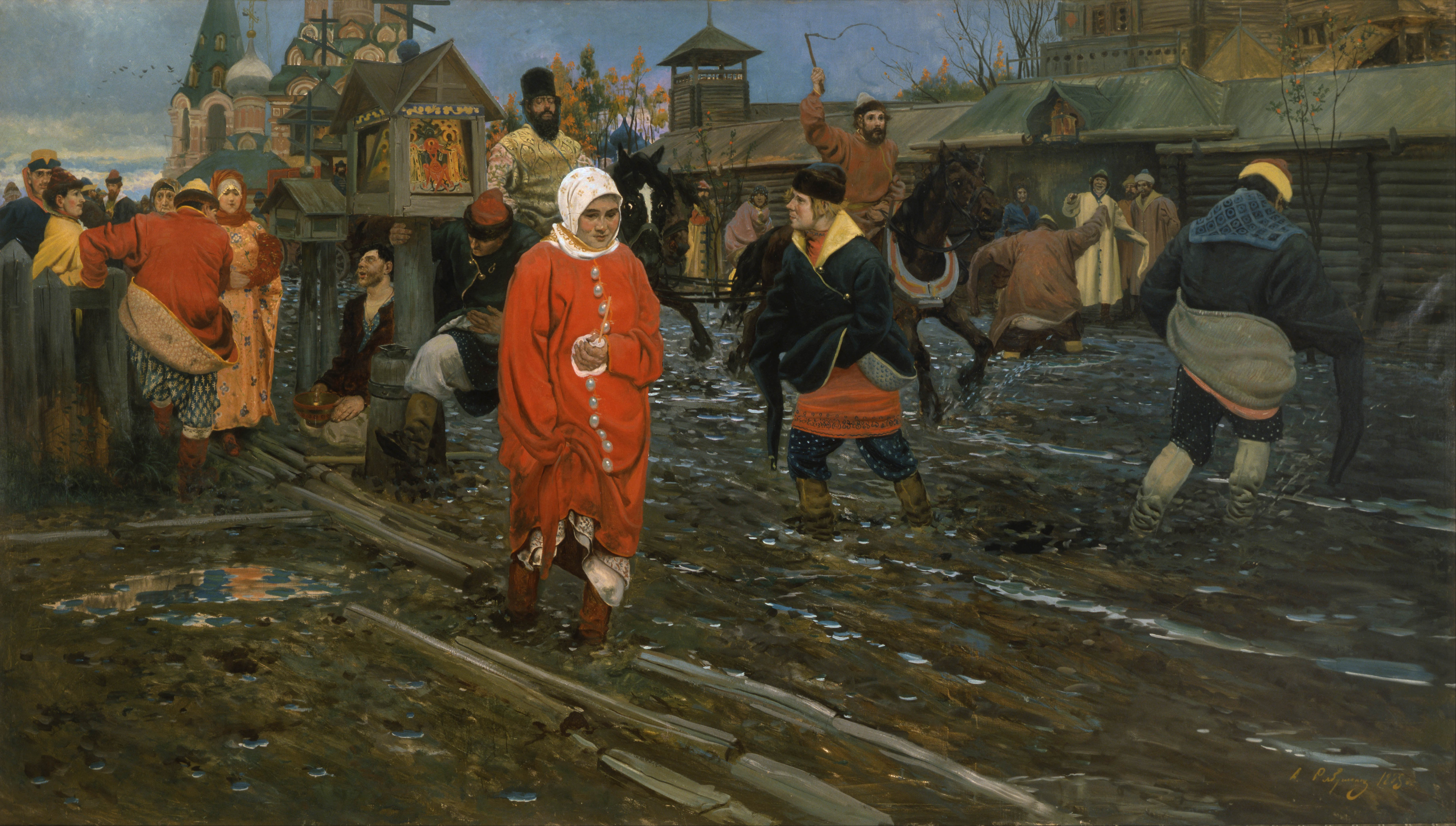
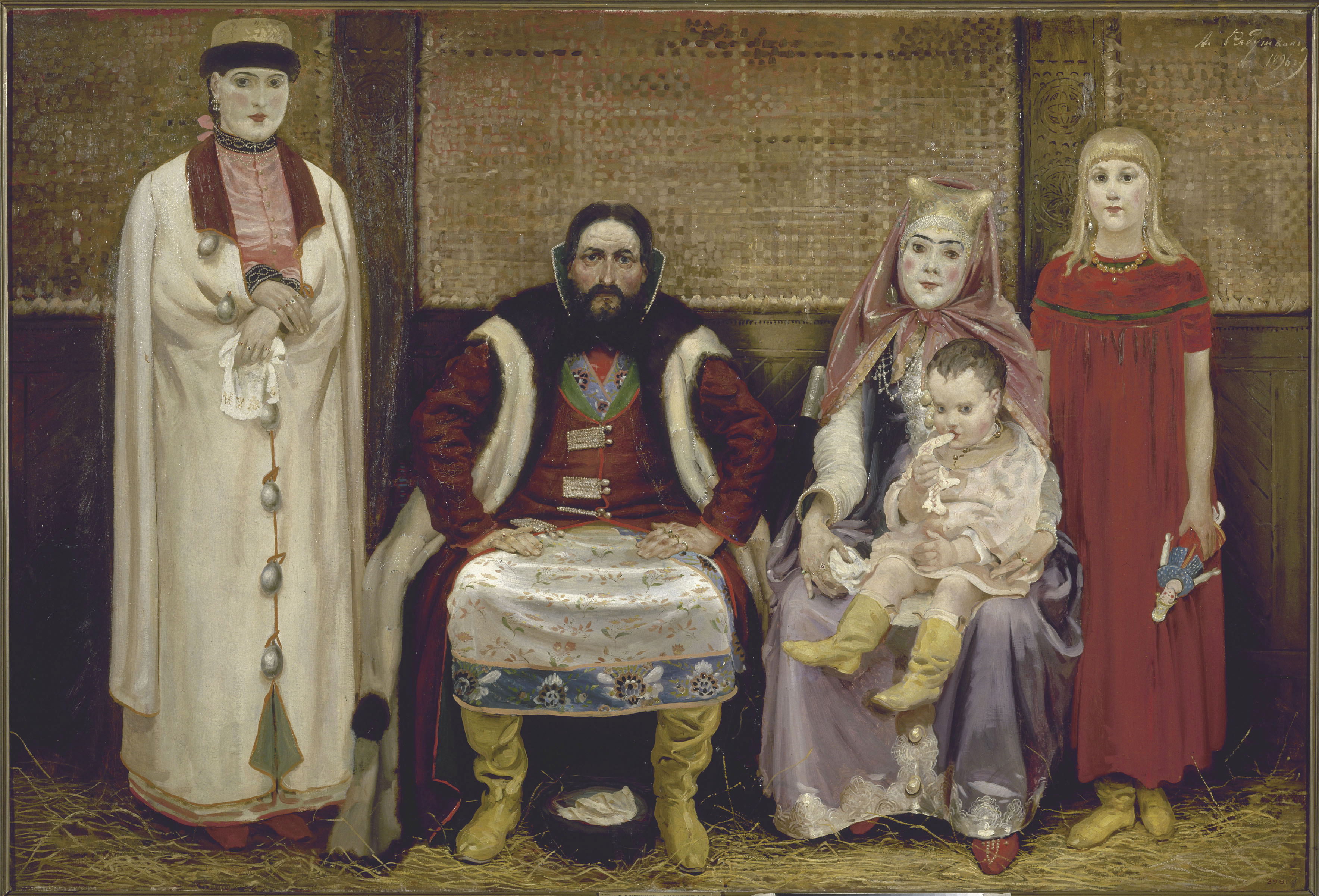
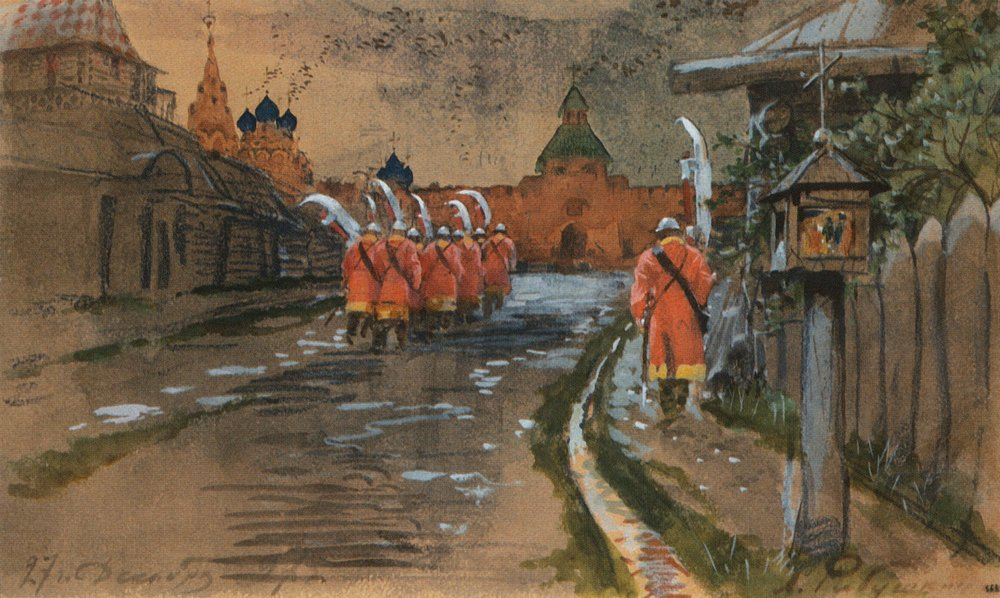
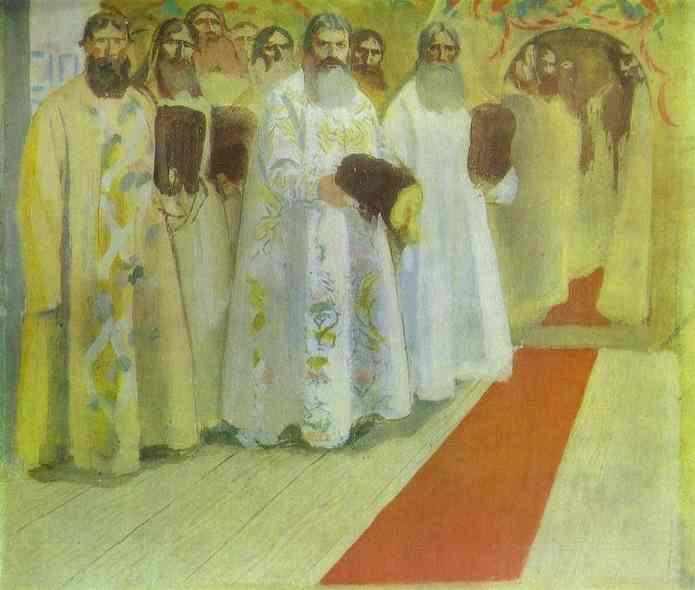
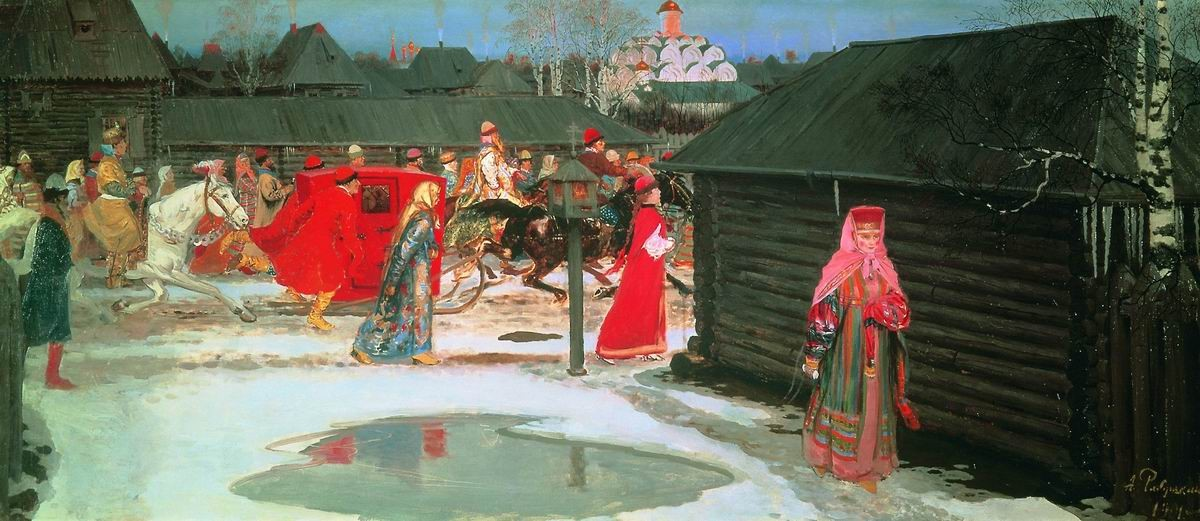
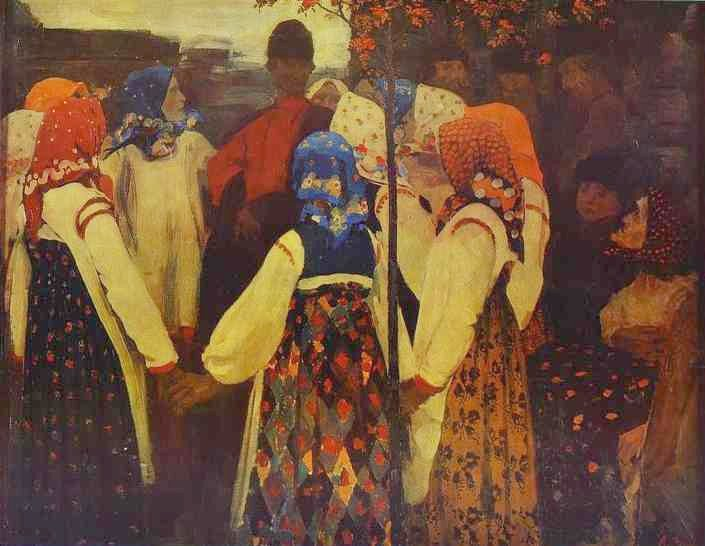
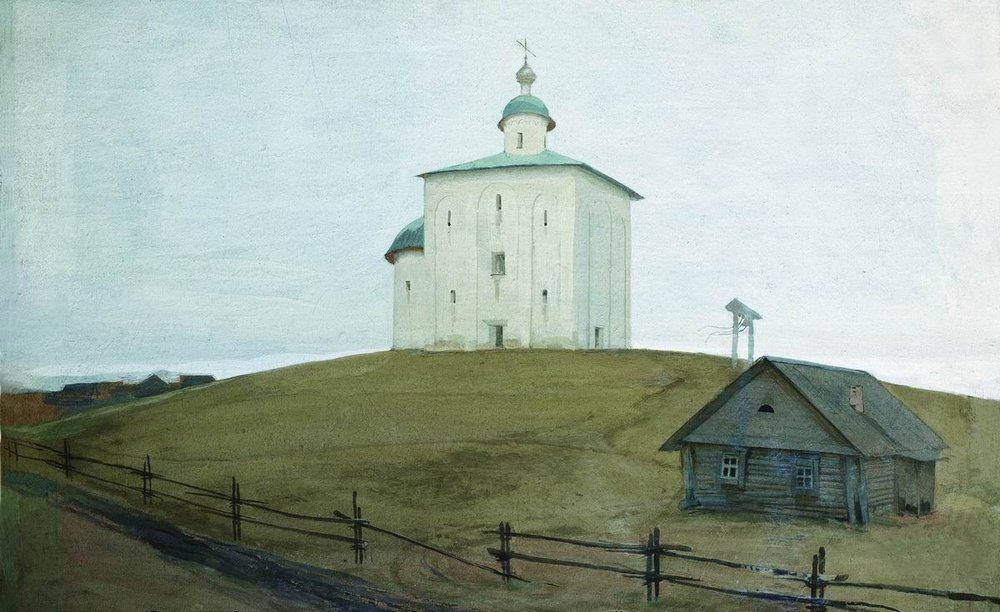

1. ↑  Autoritatea BnF, accesat în 10 octombrie 2015